# El Puig Alt
|  | Per a altres significats, vegeu «Puig Alt». |

El Puig Alt és una muntanya de 668 metres al municipi de Sant Feliu de Pallerols, a la comarca catalana de la Garrotxa.